# Max Dvořák

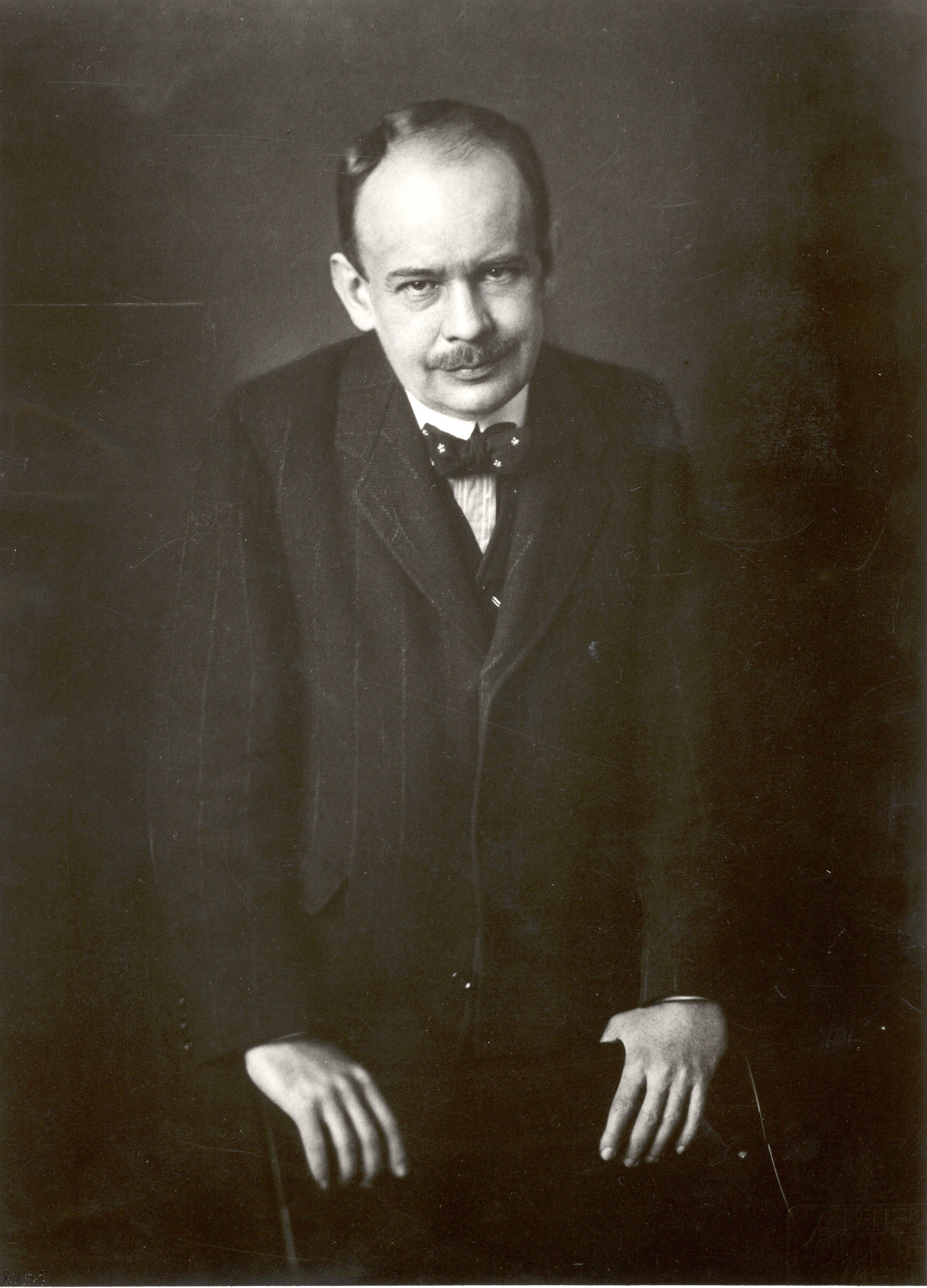
Max Dvořák

Max Dvořák, född 4 juni 1874, död 8 februari 1921, var en tjeckisk-österrikisk konsthistoriker.
Dvořák var professor vid universitetet i Wien samt chef för institutet för historieforskning och för statens fornminnesvård. Han bedrev framgångsrika studier i stilgranskande konsthistoria, bland annat ett arbete om bröderna van Eyck 1904 och bröt nya banor för konstvetenskapen genom det på induktion och syntes anlagda arbetet Idealismus und Realismus in der gotischen Skulptur und Malerei (1918). Efter hans död utkom en samling uppsatser under titlarna Kunstgeschichte als Geisteswissenschaft (1924) och Geschichte der italienischen Kunst im Zeitalter der Renaissance (2 band, 1927-1928). Som lärare och ledare för sin samtids konstforskning intog Dvořák det ledande rummet.